# San José del Rincón (municipi)
San José del Rincón és un municipi de l'estat de Mèxic. San José del Rincón és el cap de municipi i principal centre de població d'aquesta municipalitat. Aquest municipi és a la part nord-occidental de l'estat de Mèxic. Limita al nord amb el municipi de El Oro, al sud amb Villa de Allende, a l'oest amb Michoacán i a l'est amb San Felipe del Progreso.